# Baumgartener See
Der Baumgartener See ist ein rund 41 Hektar großes Gewässer auf der Gemarkung der Gemeinde Schenkenberg im Landkreis Uckermark in Brandenburg.

## Lage
Das Gewässer liegt rund 470 m nördlich des Dorfzentrums von Baumgarten, einem Ortsteil Schenkenbergs, das sich wiederum nördlich des Sees befindet. Östlich führt die Bundesautobahn 20 in Nord-Süd-Richtung am See vorbei. Westlich liegt mit Wittenberg ein Wohnplatz der Gemeinde. Zwischen Schenkenberg und Baumgarten befindet sich der Krebssee. Von ihm führt der Schäfergraben Prenzlau auf einer Länge von rund 380 m in südwestlicher Richtung in den Baumgartener See. Nördlich hiervon liegt der 53,6 m hohe Seeberg, die höchste Erhebung der Gemeinde. Am südwestlichen Ufer tritt der Schäfergraben Prenzlau aus dem See wieder aus und verlandet bei niedrigem Wasserstand des Sees in einer dort befindlichen Niederungsfläche. Bei hohem Wasserstand entwässert er in den südlich gelegenen Unteruckersee.

## Geschichte
Im Jahr 1528 besaß die Familie Boitel(Bottel) vier Vierhufnerhöfe, einen Dreihufnerhof, einen Zweihufnerhof, drei wüste Hufen, drei wüste Kossätenhöfe mit Wörden sowie die Fischerei „auf dem großen und kleinen“ See entsprechend der Anzahl ihrer Hufen. Dieses Recht zur Fischerei ging im 16. Jahrhundert auf die Familie von Holzenhof aus Kutzerow über. Sie besaßen außerdem im Dorf einen Rittersitz, 14 Hufen, die halbe Straßengerechtigkeit, drei Hofstätten, eine Wörde sowie die Schäfereigerechtigkeit. Ihr Anteil fiel im 16. Jahrhundert an die Familie von Ramin aus Carmow bzw. dessen Erben. Im 18. und 19. Jahrhundert gab es zahlreiche weitere Besitzer des Dorfes, die damit auch das Recht zur Fischerei übernahmen.

## Nutzung
Im Natursee kommen zahlreiche mitteleuropäische Fischarten vor, darunter der Aal, Barsche, Brassen, Hechte, Karpfen, Rotaugen, Rotfedern, Schleie, der Wels und der Zander. Das Gewässer wird von einem Prenzlauer Fischereibetrieb bewirtschaftet. Am südlichen Ufer befindet sich eine kleine Badestelle mit einem Sandstrand.